# جيم هندري
جيم هندري (بالإنجليزية: Jim Hendry)‏ هو دراج بريطاني، ولد في 10 أكتوبر 1939.